# Тіло (фільм)
«Тіло» («Тело») — радянський художній фільм 1990 року, знятий режисером Микитою Хубовим на Кіностудії ім. М. Горького.

## Сюжет
Історія кохання хлопця та дівчини з підмосковного селища, соціальні умови якого руйнують кохання та призводять до трагічної розв'язки.

## У ролях
- Алла Клюка — Світлана Калмикова
- Максим Бєляков — Коля Панков
- Андрій Жигалов — Степан
- Олена Данова — Іра
- Євген Серяков — працівник пошти
- Броніслава Захарова — любителька поезії
- Анна Овсянникова — мама Світлани
- Юрій Ваксман — Мальцев, слідчий
- Юрій Потьомкін — Володимир, батько Іри
- Поліна Ванєєва
- З. Давидова — епізод
- Т. Дементьєва — епізод
- Віктор Мамаєв — п'яний шофер
- Віктор Махмутов — свідок у відділку міліції
- Владислав Метелиця — епізод
- М. Метелиця — епізод
- О. Малиновська — епізод
- І. Нікуліна — епізод
- Ігор Попенко — епізод
- Сергій Прищепо — епізод
- Д. Синіцин — епізод
- П. Ульянов — епізод
- Сергій Мурзін — офіціант
- Н. Поваляєва — епізод
- Олена Чайка — епізод
- Наталія Щербович — тюремний лікар
- Світлана Ясинська — епізод
- Наталія Асанкіна — епізод

## Знімальна група
- Режисер — Микита Хубов
- Сценарист — Сергій Лівнєв
- Оператор — Олег Рунушкін
- Композитор — Едісон Денисов
- Художник — Григорій Широков